# Antropología Social y Cultural
Antropología y Sociología Cultural o Antropología Social y Cultural es una carrera en el sistema universitario español, orientada mayoritariamente a la capacitación y formación de profesores y maestros, así como para profesionales que trabajen en proyectos de intervención social, en los aspectos socioculturales relacionados con los recursos humanos o incluso profesionales que se hayan especializado en el patrimonio cultural, su gestión y su conservación.

## Algunas asignaturas
- Antropología social
- Estadística aplicada a las Ciencias Sociales
- Etnología regional
- Geografía humana y demografía
- Estructuras y cambios sociales, económicos y políticos
- Métodos y técnicas de investigación en antropología social.
- Población y Sociedad
- Estructura Social de España
- Antropología de la religión
- Diferencias Culturales y Derechos humanos
- Antropología Política
- Acción colectiva y Cultura Popular en la Europa Moderna y Contemporánea
- Epistemología de la Práctica Etnográfica
- Antropología Aplicada
- Antropología simbólica
- Antropología del género
- Antropología del Parentesco y Familia
- Economía Política
- Estadística aplicada a las ciencias sociales
- Introducción a la Psicología Social
- Historia Política y Social del Mundo Contemporáneo
- Instituciones Políticas y Estructuras de Decisión
- Diseño de Proyecto de Investigación Etnográfica
- Antropología Económica
- Trabajo de Campo: Observación, entrevistas, análisis y escritura etnográfica
- Economía del Desarrollo
- Antropología de la Educación
- Antropología de la Salud y la Enfermedad
- Antropología del Patrimonio
- Antropología del Turismo
- Ritual y Creencia
- Antropología Lingüística
- Organizaciones y Cultura de Clase en el Mundo Contemporáneo
- Antropología del Arte
- Técnicas de Investigación con Medios Audovisuales
- Antropología del Conocimiento y de los Saberes Culturales
- Cambio Social
- Actores y Procesos Políticos

## Facultades donde se imparte en España
Esta información puede variar entre cada curso académico.
- Universidad Autónoma de Barcelona
- Universidad Autónoma de Madrid
- Universidad de Barcelona
- Universidad Católica de San Antonio
- Universidad Complutense
- Universidad de Deusto
- Universidad de Extremadura
- Universidad de Granada
- Universidad Miguel Hernández
- Universidad del País Vasco
- Universidad Rovira i Virgili
- Universidad de Sevilla
- UNED
- Universidad Complutense de Madrid